# Dario Zuffi
Dario Zuffi (Winterthur, 7 dicembre 1964) è un allenatore di calcio ed ex calciatore svizzero, di ruolo attaccante, vice allenatore del Winterthur.
Suo figlio, Luca, è anch'egli calciatore.

## Carriera

### Giocatore

#### Club
Durante la sua carriera Dario Zuffi ha giocato 395 partite nella massima divisione di calcio svizzero realizzando 122 reti. Inoltre ha anche giocato nella serie cadetta in 88 occasioni e segnando 39 gol. Con la maglia del BSC Young Boys è stato campione elvetico e ha vinto la coppa svizzera, ripetendosi con il Lugano. Al termine della stagione 1990-1991 conquista il titolo di capocannoniere dopo aver segnato 17 reti in 32 partite.

### Allenatore
Dal 2004 al 2011 allena la squadra U21 del Winterthur e dal 2007 assume la funzione di vice allenatore della prima squadra. Dal 2013 diventa l'assistente di Pierluigi Tami alla guida della Svizzera Under-21, proseguendo la sua attività a Winterthur.

## Palmarès
- Campionato svizzero: 1

Young Boys: 1985-1986
- Coppa Svizzera: 2

Young Boys: 1986-1987
Lugano: 1992-1993

### Individuale
- Capocannoniere della Lega Nazionale A: 1

1990-1991